# 고르고돈

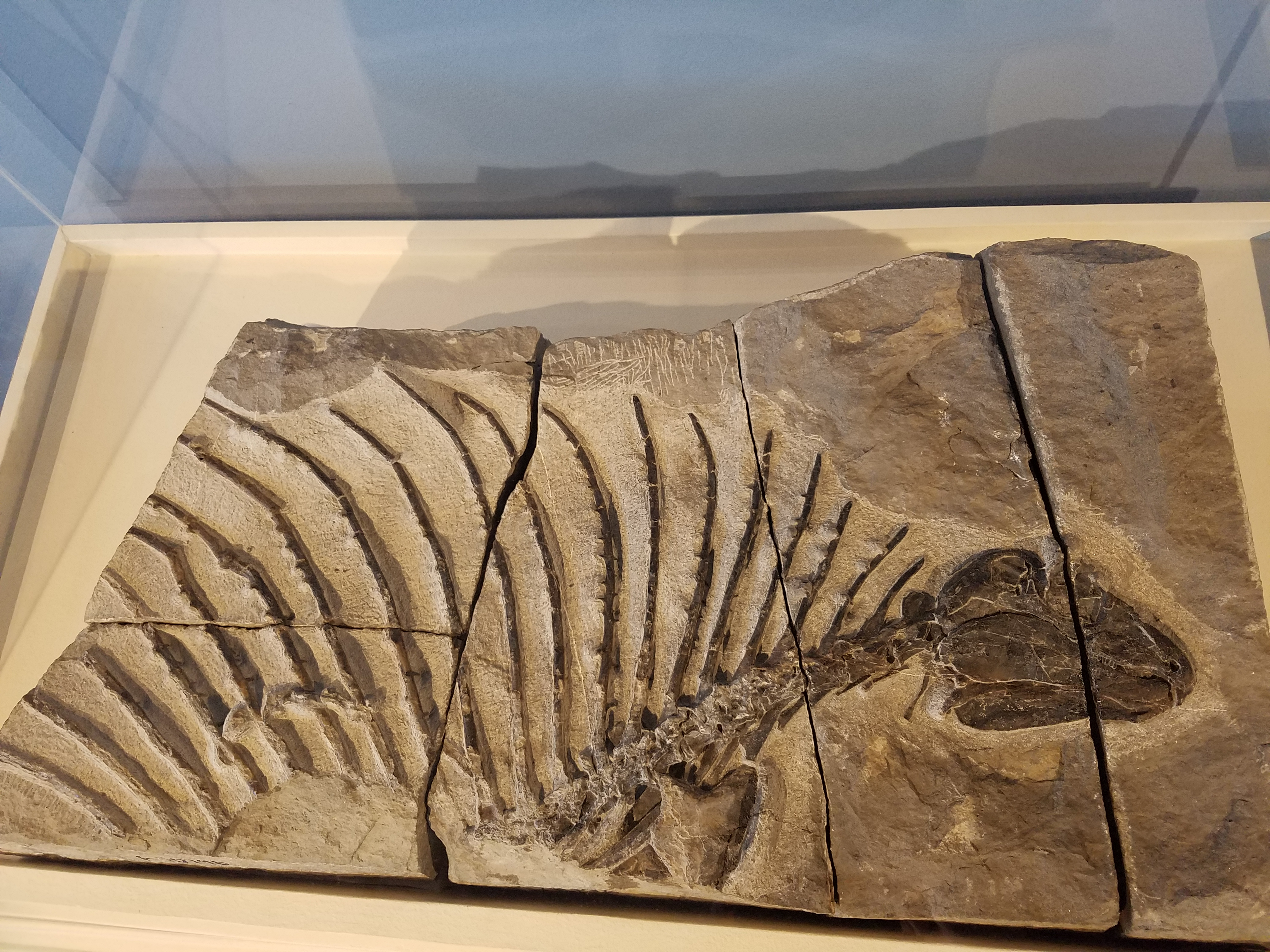

고르고돈(학명:Gorgodon minutus)은 단궁강 바라놉스과에 속하는 단궁류이다. 전체 몸길이가 2~3m이다.

## 특징
고르고돈은 초기 단궁류의 일종으로 현재까지 미국 남서부에서 발견되었다. 고르고돈속 (생물학)에는 고르고돈 미누투스라는 한 종이 존재한다. 고르고돈의 화석은 현재까지 한 번 발견되었는데 두개골 조각들로 구성된 두 개의 화석이다. 고르고돈은 고생물학자 에버렛에 의해 명명되었다. 고르고돈에 대해 알려진 것은 두개골 뒤쪽의 비늘뼈, 사분율, 익상골, 두개골 앞쪽을 구성하는 상악골과 전악골, 그리고 여러 개의 이빨에 기초하여 고르고돈은 비교적 큰 측두엽 회음뼈와 턱 앞쪽의 크고 원추형 송곳니 모양의 이빨을 가지고 있었다. 고르고돈의 다른 구별되는 특징들은 4중골과 비늘뼈 사이의 융합된 연결과 익상골의 긴 횡돌기를 포함한다. 올슨은 고르고돈이 가장 기초적인 시냅시드에서 볼 수 없는 이질적인 치아와 큰 측두엽 회음부가 있었기 때문에 매우 초기의 테랍시드로 분류했다. 그는 그것의 이빨이 러시아에 페름기 중기의 수수께끼 같은 테랍시드인 프티노사우루스의 이빨과 비슷해 보였기 때문에 그것을 프티노수치과(Phthynosuchidae)로 분류했다. 그러나 프티노사우루스의 이빨은 아래턱에 있고 고르고돈의 이빨은 위턱에 있다. 올슨은 고르고돈의 이빨 모양이 프티노사우루스의 윗니에서 예상되는 것과 일치한다고 추론했다. 그러나 두 분류군 사이에는 그러한 관계를 뒷받침할 만한 상동적인 특징이 없다. 올슨은 고르고돈이 프티노사우루스보다 더 원시적이고 둘 다 고르고놉시드라고 불리는 테라피드 그룹의 조상이라고 생각했다. 사이드와 홉슨(1995년)은 고르고돈과 산안젤로 결합층(포메이션:Formation)에서 올슨이 설명한 다른 초기 단궁류가 대신 스페나코돈과의 찌그러진 잔해라고 제안했다. 스피나코돈티드는 초기 페름기에 현재의 미국 남서부에서 흔했던 비테라피드 시냅시드의 집단이다. 고르고돈은 비치료성 시냅시드일 가능성이 높지만 다른 시냅시드와의 관계는 구별되는 해부학적 특징이 없기 때문에 평가되지 않았다. 먹이로는 당대에 서식했었던 곤충, 절지동물, 무척추동물, 양서류와 같은 육식성의 먹이를 주로 섭이했을 육식성의 도마뱀으로 추정되는 종이다.

## 생존시기와 서식지 및 화석의 발견
고르고돈이 생존했었던 시기는 고생대의 페름기로서 지금으로부터 2억 9000만년전~2억 4500만년전에 생존했었던 종이다. 생존했었던 시기에는 북아메리카를 중심으로 하여 당시에 존재했었던 초원, 산림 등에서 주로 서식했었던 도마뱀이다. 화석의 발견은 1962년에 미국 텍사스주의 페름기에 형성된 지층에서 미국의 고생물학자인 올슨에 의하여 처음으로 화석이 발견되어 새롭게 명명된 종이다.

## 같이 보기
- 파충류
- 고생대
- 페름기
- 도마뱀
- 화석